# Daire II Cerbba
Daire II Cerbba lub Daire II Cerb („Rozdzielony”) – legendarny król Munsteru z dynastii Eóganacht w latach 346-362, urodzony w mieście Brega na terenie obecnego hrabstwa Meath, syn i następca Aililla III Flannbeca, króla Munsteru, brat bliźniak Maine’a Munchaina, z którym był zrośnięty plecami w łonie matki. Przodek rodów O’Conaill (ang. O’Connell), O’Donamhain (ang. O’Donovan, Donovan i MacDonovan) i O’Caoile lub MacCaoile (ang. Keely. Keily, Kiely i Cayley). Rządził siedem lub szesnaście lat nad Munsterem. Jego następcą na tronie Munsteru został bratanek (według innych źródeł wnuk) Crimthann I Mor („Wielki”) mac Fidaig.

## Rodzina
W Księdze Lismore Mongfind jest po prostu nazywana córką Dáire’a (Cerbby?). Zaś ojciec Dáire’a nazywał się Findchad, nie Ailill Flannbec. W innych źródłach Mongfind jest podawana za córkę Fidacha, a siostrę Crimthanna Mora. Źródła nie są zgodne, co do liczby potomstwa Daire’a, z powodu łączenia go z Mainem Munchainem. Uczeni podają, że Daire miał dwóch synów:
- Daui, przodek Uí Duach Argetrois
- Eochaid Liathan („Siwowłosy”), przodek Uí Liatháin (ang. Lyons, Lehan, Lehane i Lyne)